# Шалов, Анатолий Фёдорович
Анатолий Фёдорович Шалов — советский хозяйственный, государственный и политический деятель.

## Биография
Родился в 1923 году в Омске. Член КПСС.
Участник Великой Отечественной войны, командир взвода, роты, батальона.
С 1945 года — на хозяйственной, общественной и политической работе. В 1945—1985 гг. — партийный работник, первый секретарь Северо-Казахстанского обкома ЛКСМК, секретарь, второй секретарь ЦК ЛКСМК, первый секретарь Кустанайского горкома КП Казахстана, работник Целинного крайкома КПК, заместитель министра сельского строительства Казахской ССР, секретарь, второй секретарь Джамбулского обкома КП Казахстана, заведующий отделом административных органов ЦК КП Казахстана.
Избирался депутатом Верховного Совета Казахской ССР 9-го, 10-го и 11-го созывов.
Умер в 2002 году, похоронен на Центральном кладбище Алматы.